# 有明技研
有明技研株式会社（ありあけぎけん）は、福岡県柳川市に本社を置く、金属・樹脂加工・板金・製缶加工を行なうメーカーである。

## 事業所
- 本社/柳川本社工場（福岡県柳川市）
  - 金属・樹脂加工
- 熊本工場（熊本県菊池郡大津町）
  - 板金・製缶加工

## 主な事業内容
- 樹脂精密切削・曲げ溶接加工
- 金属精密切削加工
- 精密板金・フレーム製作加工
- 半導体・液晶製造装置関連設計・製作
- 産業機械関連設計・製作